# Lisa Mazzone
Lisa Mazzone (Genève, 25 januari 1988) is een Zwitsers-Italiaanse politica voor de Groene Partij van Zwitserland uit het kanton Genève.

## Biografie

### Afkomst en opleiding
Lisa Mazzone groeide op in Versoix in het kanton Genève. Ze heeft zowel de Zwitserse als de Italiaanse nationaliteit. Haar grootouders waren immers Italianen. Ze studeerde literatuur aan de Universiteit van Genève.

### Lokale en kantonnale politiek
In 2008 werd ze lid van de Groene Partij van Zwitserland. Van 2014 tot 2018 was ze voorzitster van de Groene Partij in haar kanton.
Van 2011 tot 2013 zetelde ze in de gemeenteraad van Le Grand-Saconnex. Op 6 oktober 2013 werd ze vervolgens verkozen in de Grote Raad van Genève, het kantonnaal parlement. Ze zetelde in de commissie transport en energie en was ook een periode voorzitster van deze commissie.

### Federale politiek
In 2015 maakte ze met haar verkiezing in de Nationale Raad de overstap naar de federale politiek. Bij haar verkiezing was ze het jongste parlementslid van de legislatuur. Als gevolg van haar verkiezing nam ze op 12 november 2015 ontslag uit de Geneefse Grote Raad.
Sinds 16 april 2016 is ze ondervoorzitster van haar partij op nationaal niveau.
Bij de parlementsverkiezingen van 2019, de uitdraaiden op een overwinning van haar partij, werd Mazzone in de tweede ronde op 10 november 2019 verkozen in de Kantonsraad, samen met de socialist Carlo Sommaruga. Reeds een jaar voor de verkiezingen van 2019 stelde ze zich in oktober 2018 kandidaat om zittend Kantonsraadslid Robert Cramer op te volgen, die zich niet meer herverkiesbaar zou stellen. In 2023 geraakte ze niet herverkozen.